# Grächwil
Grächwil ist ein Weiler in der Gemeinde Meikirch im Schweizer Kanton Bern. In Grächwil wurden einige hallstattzeitliche Artefakte gefunden, unter anderem das Bronzegefäss Hydria von Grächwil. Über die Postauto-Linie 104/105 ist Grächwil mit Bern und mit Wahlendorf, teilweise auch mit Lobsigen, verbunden.